# John Kiffmeyer
John Kiffmeyer (plus connu sous le surnom de Al Sobrante), est né le 11 juillet 1969. Il fut le batteur du groupe de punk rock américain Green Day de 1988 à 1992. Il a reçu son surnom en référence à sa ville natale, El Sobrante.

## Biographie
John Kiffmeyer est né en Californie le 11 juillet 1969. Sa première apparition dans la scène punk était en tant que batteur du groupe Isocracy. Le groupe était très populaire dans la East Bay, et les piliers d'un club de renom, le 924 Gilman Street.
Toutefois, Kiffmeyer est surtout connu pour sa participation à Green Day. En effet, à la fin de Isocracy, Kiffmeyer a contribué à la fondation de Green Day. En raison de son expérience et sa connaissance du milieu, Kiffmeyer a pu faire jouer le jeune groupe dans de nombreux bars et clubs, où il s'est formé un premier public solide. Les premières représentations ont eu lieu au Contra Costa College, Où Kiffmeyer était étudiant en journalisme. Impressionné par leur performance, le producteur californien Livermore signe un contrat d'un enregistrement avec Green Day sur son label Lookout! Records. Le groupe sort alors 39/Smooth en 1990, premier et seul album où Kiffmeyer joue.
En 1991, Kiffmeyer quitte le groupe pour aller à la Humboldt State University d'Arcata, en Californie. Kiffmeyer rejoint ensuite le groupe The Ne'er Do Wells, qu'il quitte brusquement en 1994. À la suite d'un court passage avec le groupe de punk The Ritalins, il fonde le groupe The Shruggs jusqu'à leur scission. Récemment, il a produit The Lost Album Troublemakers du groupe de garage rock de SacramentoThe Troublemakers. Il vit actuellement à San Francisco, toujours en Californie avec sa femme Greta et son jeune fils Lolo.

## Technique
John Kiffmeyer est gaucher et joue donc en open-handing, c'est-à-dire en décroisant les bras sur la plupart des mouvements. Jouant ainsi le hit-hat avec sa main gauche, et positionnant la cymbale Ride juste à la gauche du hit-hat.